# ズィンク・アロイと朝焼けの仮面ライダー
『ズィンク・アロイと朝焼けの仮面ライダー』（原題：Zinc Alloy and the Hidden Riders of Tomorrow）は、イギリスのロック・バンド、T・レックスが1974年に「マーク・ボラン&T・レックス」名義で発表したスタジオ・アルバム。ティラノザウルス・レックスからT・レックスに改名してからは5作目、通算では9作目に当たる。

## 背景
本作のレコーディングでは、アメリカのソウル歌手グロリア・ジョーンズとシスター・パット・ホール、それにグロリアの兄リチャードから成る「ザ・コズミック・クワイア」がバック・コーラスを担当した。なお、グロリアはマーク・ボランと事実婚の関係となり、2人の間には息子ローランが生まれた。一方、1968年よりボランと共同作業を続けてきたプロデューサーのトニー・ヴィスコンティは、本作を最後にボランと決別した。音楽的には、以前のアルバムと比べてアメリカのファンクからの影響が強い。
本作は1974年当時、アメリカ盤LPは発売されず、同年9月にカサブランカ・レコードから発売されたアメリカ編集盤『Light of Love』に本作からの3曲が収録された。

## 反響・評価
本作からの先行シングル「ティーンエイジ・ドリーム」は全英シングルチャートで13位に達し、本作は全英アルバムチャートで最高12位を記録した。日本のオリコンLPチャート（1970年-1989年集計）では5週トップ100入りし、最高47位を記録したが、T・レックスは以後、日本ではLPチャート入りを果たしていない。
デイヴ・トンプソンはオールミュージックにおいて5点満点中2.5点を付け、1973年のシングル曲「ザ・グルーヴァー」を引き合いに出して「オーケストレーションが多用された切ない曲"Teenage Dream"がヒットしたとはいえ、このアルバムの核は、"The Groover"に引き続き、R&Bからの影響を放埓かつお遊び的に取り入れた点にある」と評している。

## 収録曲
全曲ともマーク・ボラン作。
1. ビーナスの美少年 - Venus Loon - 3:02
2. 悪魔のしもべはのろまが嫌い - Sound Pit - 2:51
3. 熱く激しく爆発する唇 - Explosive Mouth - 2:28
4. 銀河の国へ - Galaxy - 1:50
5. 変革はお陽さまの如く - Change - 2:47
6. 名もなき狂人 - Nameless Wildness - 3:07
7. ティーンエイジ・ドリーム - Teenage Dream - 5:05
8. いやな液体 - Liquid Gang - 3:18
9. 懐かしのカースマイル - Carsmile Smith & the Old One - 3:15
10. ジャイブで行こう/燃えるスペインの今宵 - You Got to Jive to Stay Alive - Spanish Midnight - 2:35
11. 星空のソウル - Interstellar Soul - 3:28
12. 破滅への希望 - Painless Persuasion v the Meathawk Immaculate - 3:29
13. 僕たちの復讐者（ひどいもの） - The Avengers (Superbad) - 4:32
14. 豹の歌/主演：くちなしの花となめくじ野郎 - The Leopards Featuring Gardenia & the Mighty Slug - 3:38

### 1994年リマスターCD (EDCD392)ボーナス・トラック
1. The Groover - 3:24
2. Midnight - 2:48
3. Truck On (Tyke) - 3:09
4. Sitting Here - 2:20
5. Satisfaction Pony - 2:50

### 2001年再発CD (TECI-24057)ボーナス・トラック
2005年再発CD (TECI-23279)、2009年再発CD (TECI-26566)、2015年再発CD (TECI-20706)、2017年再発CD (VICP-65473)も同様の構成となっている。
1. トラック・オン - Truck On (Tyke) - 3:07
2. シッティング・ヒア - Sitting Here - 2:20

## 参加ミュージシャン
- マーク・ボラン - ボーカル、ギター
- ミッキー・フィン - パーカッション、コンガ、ボーカル
- スティーヴ・カーリー - ベース
- ビル・レジェンド - ドラムス

アディショナル・ミュージシャン
- ジャック・グリーン - ギター
- B・J・コール - スライドギター
- ロニー・ジョーダン - キーボード
- ダニー・トンプソン - ダブル・ベース
- ザ・コズミック・クワイア（グロリア・ジョーンズ（英語版）、シスター・パット・ホール、ビッグ・リチャード） - バッキング・ボーカル
- トニー・ヴィスコンティ - ストリングス・アレンジ